# 巨摩共立病院
巨摩共立病院（こまきょうりつびょういん）は、公益社団法人山梨勤労者医療協会が運営する山梨県南アルプス市にある病院である。
全日本民主医療機関連合会（民医連）に加盟している。社会福祉法に基づく無料定額診療事業を実施している。

## 診療科目
- 内科
- 消化器内科
- 循環器内科
- 呼吸器内科
- 神経内科
- 小児科
- 外科
- 整形外科
- 眼科
- リハビリテーション科
- 人工透析内科（透析病床30床）

## 医療機関の指定等
- 保険医療機関[2]
- 労災保険指定医療機関[2]
- 指定自立支援医療機関（更生医療）[2]
- 指定自立支援医療機関（育成医療）[2]
- 身体障害者福祉法指定医の配置されている医療機関[2]
- 生活保護法指定医療機関[2]
- 結核指定医療機関[2]
- 戦傷病者特別援護法指定医療機関[2]
- 原子爆弾被害者一般疾病医療取扱医療機関[2]
- 公害医療機関[2]
- 特定疾患治療研究事業委託医療機関
- 小児慢性特定疾患治療研究事業委託医療機関[2]
- 在宅療養支援病院[2]
- 臨床研修指定病院[2]
- 無料低額診療実施医療機関[2]

- かつては山梨県災害拠点病院に指定されていた[3][4]が、2014年山梨県に辞退申請した。

## 差額ベッド代について
病院の理念により、差額ベッド料（個室料）を徴収していない。

## 交通
- 山梨交通42・47系統「巨摩共立病院」停留所から徒歩約5分。（JR中央線・身延線甲府駅42西野経由小笠原下仲町行、47系統鰍沢営業所行バスで約40分。）
- 南アルプス市コミュニティバス芦安線、櫛形・白根線、八田・若草線、八田・甲西線「巨摩共立病院」停留所から徒歩約5分。（JR中央線竜王駅から東花輪駅行（・市立美術館行）バスで約35分。JR身延線東花輪駅から約25分。）

## 関連施設
- 甲府共立病院 - 甲府市